# Faramans (Isère)
Faramans – miejscowość i gmina we Francji, w regionie Owernia-Rodan-Alpy, w departamencie Isère.
Według danych na rok 1990 gminę zamieszkiwało 679 osób, a gęstość zaludnienia wynosiła 63 osób/km² (wśród 2880 gmin regionu Rodan-Alpy Faramans plasuje się na 997. miejscu pod względem liczby ludności, natomiast pod względem powierzchni na miejscu 1061.).